# Dysstroma concinnata
Dysstroma concinnata là một loài bướm đêm trong họ Geometridae.